# Grotte Marcel Clouet
Pour les articles homonymes, voir Clouet.
La Grotte Marcel Clouet est un site préhistorique situé sur la commune française de Cognac dans l'ouest du département de la Charente, dans la vallée de l'Antenne, un affluent de la Charente. Elle a été nommée en l'honneur du préhistorien charentais Marcel Clouet.

## Localisation
La grotte Marcel Clouet est située sur la rive gauche de l'Antenne, non loin de son confluent avec la Charente, dans la commune de Cognac en limite et en face de Javrezac sur la rive droite.  La grotte Marcel Clouet est le locus 2 d'un ensemble qui comporte un abri effondré le locus 4, une petite grotte le locus 5, et une grotte totalement comblée le locus 10.
Cet ensemble est creusé dans une petite falaise calcaire crétacée correspondant à la rive concave de la rivière, rive gauche, et elle est exposée à l'ouest. La grotte Marcel Clouet, en fait un abri, surplombe de quelques mètres le lit de l'Antenne.

## Histoire

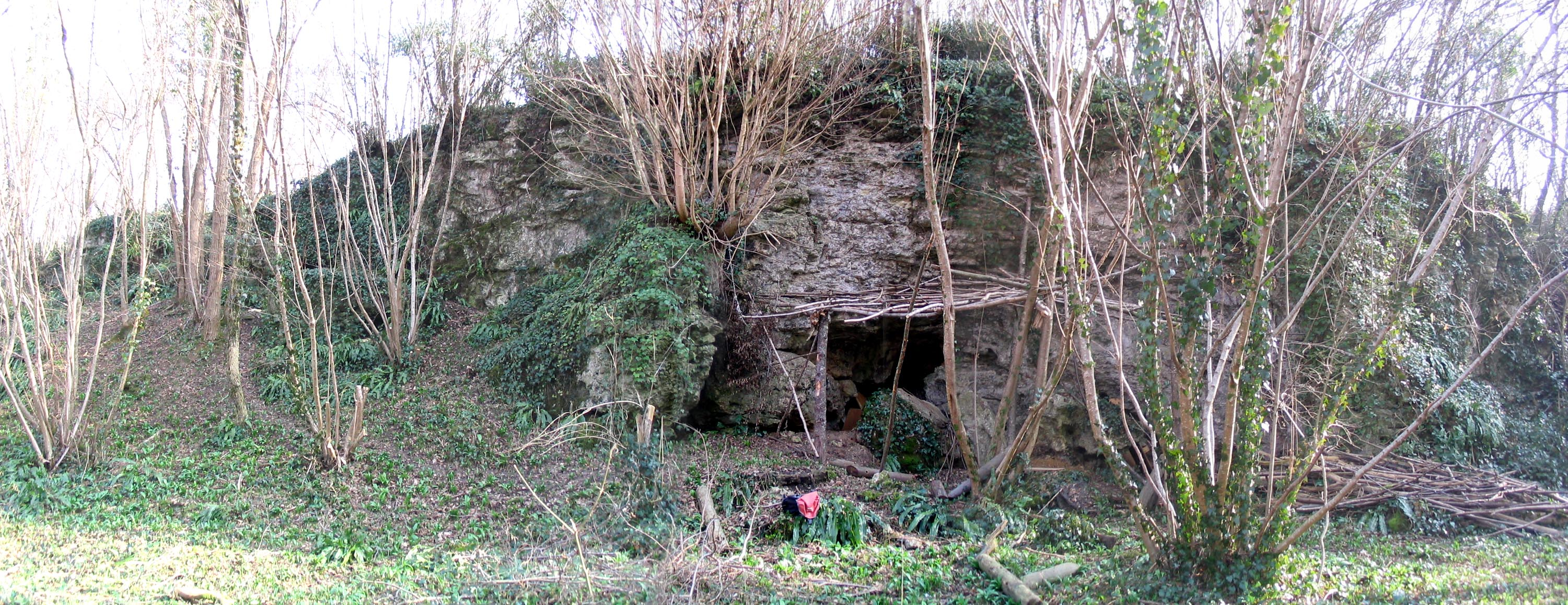
Entrée de la grotte Marcel Clouet

Abri longtemps connu et pillé par des fouilles clandestines, ce site fut fouillé en 1958-59 par Claude Burnez. Après avoir été à nouveau l'objet de fouilles clandestines, il fut ensuite fouillé par André Debénath (université de Perpignan) en 1969-70.
Le site a ensuite été en partie détruit.

## Topographie
La stratigraphie établie par Claude Burnez comporte 8 couches qu'il attribue tous au Paléolithique supérieur. La stratigraphie établie par André Debenath ne reprend pas les couches supérieures disparues et comporte 6 couches. La couche 1 est constituée d'anciens déblais, les couches 2 et 3 ont livré quelques outils du Moustérien la couche 4 est très riche en faune ancienne et industrie lithique du Moustérien.

## Faune ancienne
Il a été retrouvé des restes appartenant à 14 espèces, avec entre 40 et 50 % de chevaux dans les couches 2, 3, 4 et 5, la présence d'Equus hydruntinus. Le renne est surtout présent dans la couche 2 où il représente 5 % des animaux retrouvés.

## Outils et objets

### Acheuléen
Cet abri a livré plus de 100 outils et 200 objets, bifaces, pointes, racloirs attribués au Moustérien de Tradition Acheuléenne.
Il s'agit là d'un des rares sites charentais sous abri ayant livré du Moustérien de tradition acheuléenne.

### Aurignacien
L'Aurignacien est représenté que par des burins, burin busqué et burin dièdre, des grattoirs et un poinçon en os.

### Châtelperronien
Le Châtelperronien est probable du fait du matériel lithique trouvé dans les remblais.

### Gravettien
Des lames, des lamelles, des burins, des lames tronquées, et deux pointes de la Gravette ainsi que de très nombreux éclats marquent une forte activité de façonnage.
Les fouilles Burnez ont livré neuf burins de Noailles. 

### Solutréens
Le Solutréen est représenté par des pointes, des grattoirs et des burins.

### Magdalénien
Une pointe à dos courbe est le seul objet assurément Magdalénien.

### Paléolithique supérieur non déterminé
Pour plus de 2 600 objets, surtout lames et lamelles, datant du Paléolithique supérieur, il n'est actuellement pas possible d'être plus précis.